# Olios pictitarsis
Olios pictitarsis là một loài nhện trong họ Sparassidae.
Loài này thuộc chi Olios. Olios pictitarsis được Eugène Simon miêu tả năm 1880.